# GC32
El GC32 és una classe de catamarà hidroala concebut per Laurent Lenne del THE GREAT CUP BV. Amb 32 peus d'eslora (9.75 metres) i construïts de fibra de carboni, aquests catamarans tenen una velocitat màxima d'aproximadament 40 nusos (74 km/h; 46 mph). S'utilitzen en la regata "GC32 Racing Tour", i han reemplaçat als Extrem 40 en les regates "Extreme Sailing Series".

## Història
Concebut per Laurent Lenne, format com a arquitecte naval a Southampton, el GC32 va ser dissenyat per Martin Fischer. Construït de fibra de carboni, l'embarcació és fabricada a Dubai per part de l'empresa Premier Composite Tecnologies i comercialitzada per l'empresa propietat de Lenne, THE GREAT CUP BV..
El 2013, es va crear la primera versió del GC32. El 2014, la segona versió del Flying GC32 estava preparada per a l'abril de 2014 i es crearia la GC32Racing Tour el 2014. Laurent és avui dia principalment responsable d'ampliar l'experiència de competició GC32 i ajudar els nous propietaris a formar part de la comunitat GC32.

## Disseny
Per a la primera temporada, els vaixells van competir amb el seu paquet d'alumini Mk1, que consistia en una làmina principal de la configuració 'doble S' i el timó de perfil L. Aquests es dissenyen per reduir el desplaçament, però no fan que el GC32 voli.
A la primavera de 2014, el GC32 es va tornar a muntar amb un paquet de hidrofoils Mk2. El canvi va venir com a resultat de la inspiració extreta dels catamarans AC72 que es van veure a la 34ª America's Cup. Això va transformar la classe en una classe de catamarans amb ales voladores..
Tot i que el GC32 comparteix algunes similituds amb els catamarans de la Copa Amèrica, hi ha algunes diferències marcades. Els fulls són substancialment més grans (en comparació amb la mida del vaixell) que els que s'utilitzen en les versions de la Copa Amèrica. L'efecte és que el GC32 és més controlable i més fàcil de dirigir. D'altra banda, el GC32 és capaç de folrar en velocitats de vent baixes amb major estabilitat i facilitat. Tot i tenir els fulls més grans, aquests vaixells són ràpids i poden arribar a velocitats de 40 nusos (74 km / h, 46 mph). També és diferent del disseny de la America's Cup que és la plataforma de navegació suau més manejable (amb un disseny de veles i sense hidràulica), en lloc d'una ala rígida de fibra de carboni. El paquet de làmines i la instal·lació de vaixells permeten que sigui navegat per més que només atletes d'elit; Els navegants i propietaris aficionats també poden experimentar la tecnologia més avançada en les carreres de vaixells d'alt rendiment

## GC32 International Class Association
El 2017, el catamarà GC32 fou reconegut per Navegació Mundial com una classe de veler internacional. Això va permetre a la classe organitzar un esdeveniment catalogat com campionat mundial. El primer campionat del món va tenir lloc al Llac Garda el maig de 2018.

## Circuits actuals
- GC32 Racing Tour

- Extreme Sailing Series Arxivat 2018-03-16 a Wayback Machine.

## Esdeveniments

### 2018
GC32 Campionat Mundial Arxivat 2018-06-27 a Wayback Machine., maig 23-27, 2018 (Llac Garda)